# Franz Georg Himpler
Franz Alexander Aloysius Georg Himpler (* 14. Mai 1833 in Ottweiler; † 13. September 1916 in Hoboken, USA) war ein deutscher Architekt, der im Jahr 1867 mit seiner Familie in die USA auswanderte und überwiegend Sakralbauten in verschiedenen US-Bundesstaaten entwarf und ausführte.

## Leben

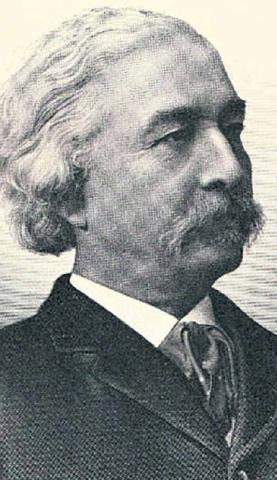
Architekt Franz Georg Himpler (1833–1916)

Franz Georg Himpler wurde als Sohn des Steinmetzen Leonhard Himpler und dessen aus Trier stammender Ehefrau Christina Himpler (geborene Hasborn) in Ottweiler geboren. Himpler machte zunächst eine Lehre als Maurer und legte die Meisterprüfung ab. Er studierte ab 1857 Architektur an der Berliner Bauakademie bei dem Kunsthistoriker Wilhelm Lübke, der ihn stark beeinflusste. Am Tunnelbau in Mettlach an der Saar-Eisenbahnlinie arbeitete Himpler in den Jahren 1858 bis 1860 mit. Seit dem Jahr 1859 war Himpler mit dem Bau der neogotischen Katharinenkirche in Wallerfangen beschäftigt. In Wallerfangen wurde er im Jahr 1860 dann auch wohnhaft. Himpler heiratete am 13. Juni 1863 in Wallerfangen die von dort stammende, 1839 geborene Schifferstochter Maria Magdalena Bier, die ihm in den Jahren 1864 und 1866 jeweils eine Tochter gebar. Die junge Familie bewohnte ein Haus an der Ecke Leoniestraße/Hauptstraße. Himpler war seit 1864 Mitglied im Wallerfanger Gemeinderat sowie im Kuratorium der Wallerfanger Sophienstiftung. 
Im Jahr 1867 brach Himplers Halbbruder Franz Josef Karl, der von Beruf Schlosser war, ins Pfarrhaus von Trierweiler ein und stahl 200 Taler. Als er dabei von der Pfarrhaushälterin Anna Maria Fisch überrascht wurde, tötete er diese. Franz Josef Karl Himpler wurde verhaftet und zum Tode verurteilt. Vermutlich aus Scham über diese Geschehnisse brach Franz Georg Himpler in seiner Heimat alle Brücken ab und wanderte mit seiner Ehefrau und den beiden Töchtern in die USA aus, wo er im Juli 1867 ankam. Hier konnte er bereits 14 Tage nach seiner Ankunft, befördert durch mehrere Empfehlungsschreiben, weiter als Kirchenarchitekt arbeiten. So errichtete er in Atchison (Kansas) die St. Benedict Abbey, die damals größte Benediktinerabtei der USA. Vermutlich ohne Himplers Wissen und ohne finanzielle Entschädigung erlaubte das Trierer Generalvikariat der Pfarrei Roxheim, die Pläne Himplers für die Kirche St. Medardus in Neuforweiler wiederzuverwenden. In den USA verwendete Himpler selbst eigene Pläne von Kirchen, die er im Saarland gebaut hatte, in leicht veränderter Form wieder: Während die Kirche St. Joseph in Detroit eine vergrößerte Variante der neogotischen Wallerfanger Katharinenkirche ist, stellt die Marienkirche in Rome bei New York eine verkleinerte Version des Wallerfanger Sakralbaues dar. Peter Joseph Schmitt, der Pfarrer in Rome, kannte Himpler schon aus seiner Kaplanszeit in Deutschland und beauftragte ihn mit dem Bau.
Himpler errichtete neben Kirchenbauten auch zahlreiche öffentliche Gebäude. Darüber hinaus war er als Unternehmer, Gutachter und Ingenieur tätig. Endgültig ließ sich Himpler in Hoboken bei Manhattan nieder, wo er zur Oberschicht zählte. Als er im Jahr 1916 starb, druckte die New York Times einen Nachruf.
Dem Bonner Fossiliensammler Ludwig Schultze überließ Himpler für dessen Sammlung eigene Funde.

## Bauten und Entwürfe
Mit den im Jahr 1859 vorgelegten Planungen zur Pfarrkirche St. Katharina in Wallerfangen, die in den Jahren 1861 bis 1863 verwirklicht wurden, der in Wallerfangen im Jahr 1864 errichteten Kapelle St. Joseph (in den Jahren 1878/1879 abgetragen, nach Mettlach transloziert und dort im Jahr 1882 wiedererrichtet) sowie der in den Jahren 1864–1868 durchgeführten Kirchenerweiterung der Pfarrkirche St. Maximin in Klotten wurde Franz Georg Himpler überregional bekannt.
In den Jahren 1863–1868 erbaute er die Pfarrkirche St. Marien in Ensdorf und in den Jahren 1864–1866 die Pfarrkirche St. Medardus in Neuforweiler.
Außerdem scheint er in nicht genau geklärter Weise an der Planung eines erst drei Jahre nach seiner Auswanderung ausgeführten Bauprojekts beteiligt gewesen zu sein, nämlich der in den Jahren 1870–1871 durch Reinhold Wirtz erbauten katholischen Pfarrkirche St. Clemens in Ruwer.
Nach seiner Übersiedelung in die USA schuf er dort zwischen den Jahren 1867 und 1905 zahlreiche Sakral- und Profanbauten.

Sakralbauten Franz Georg Himplers
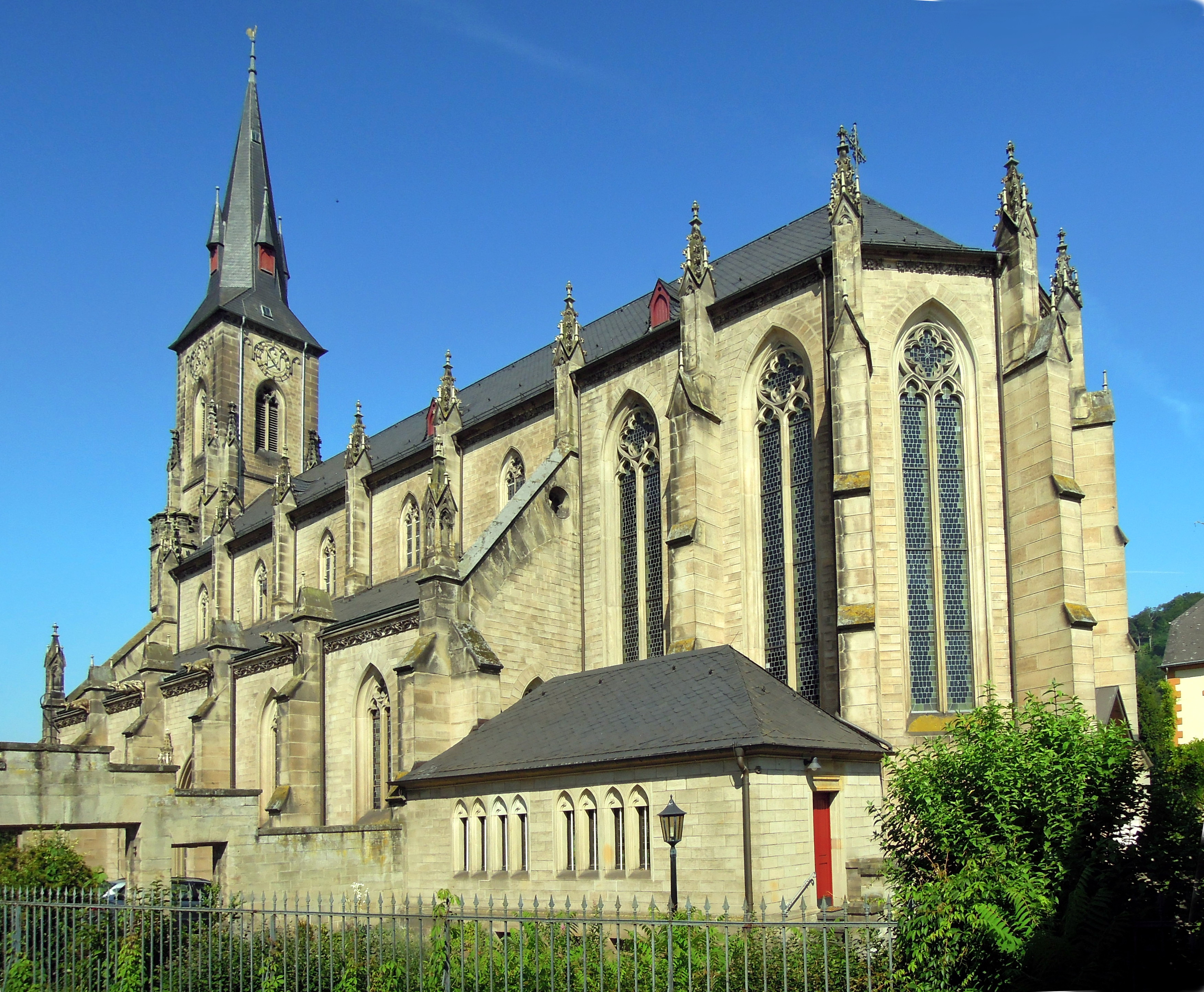
St. Katharina, Wallerfangen
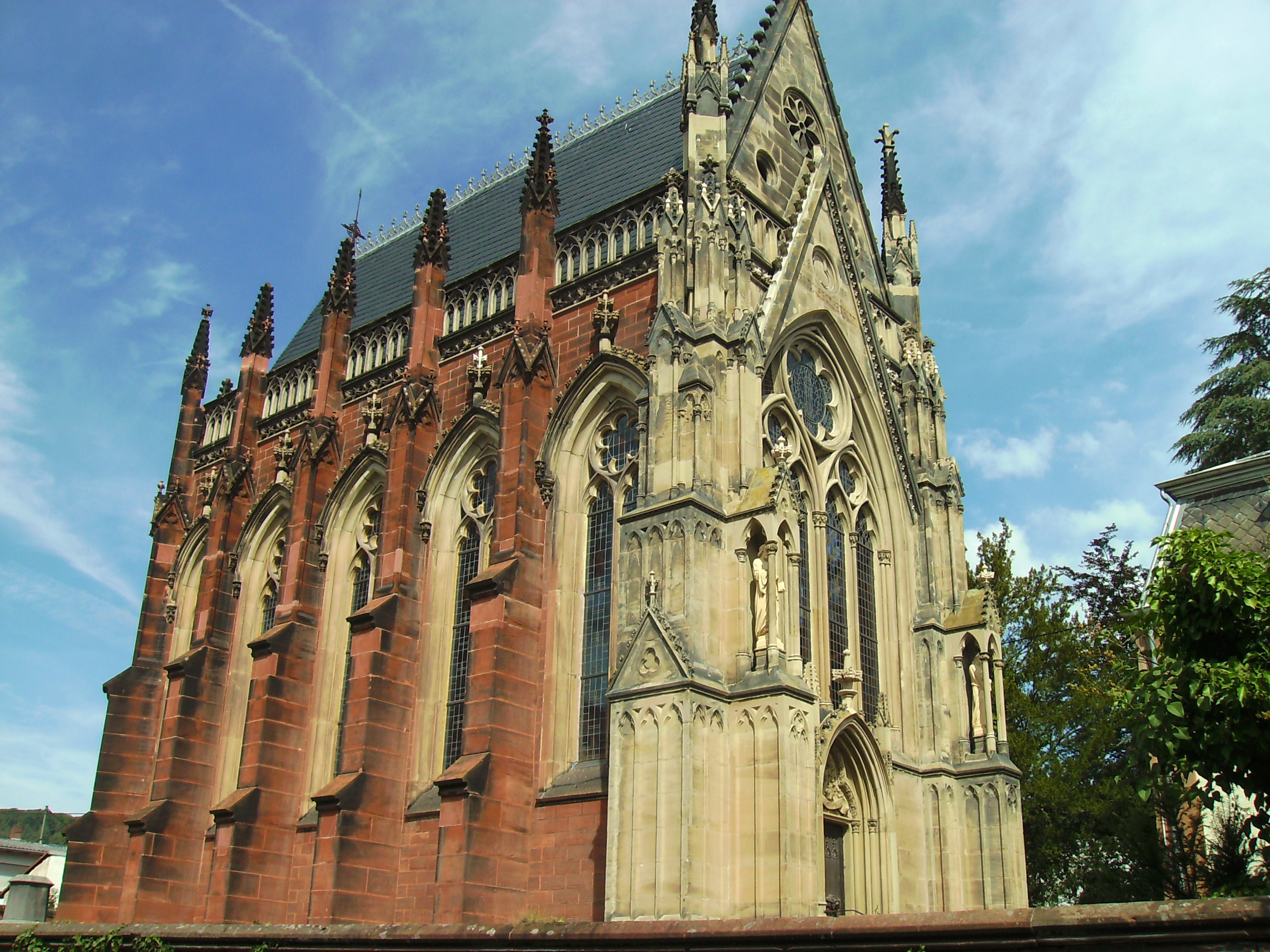
Kapelle St. Joseph, Mettlach
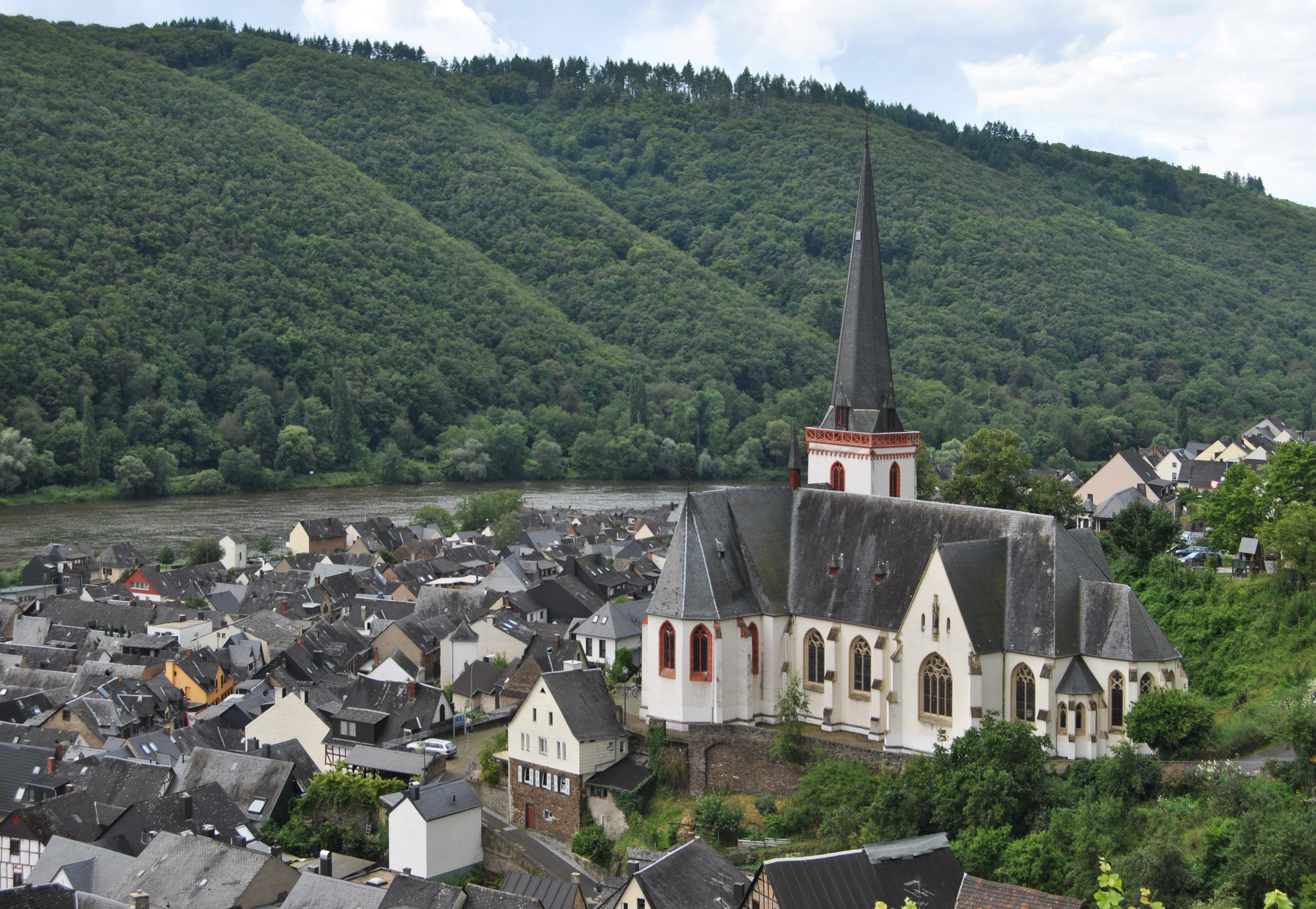
St. Maximin, Klotten, Erweiterung
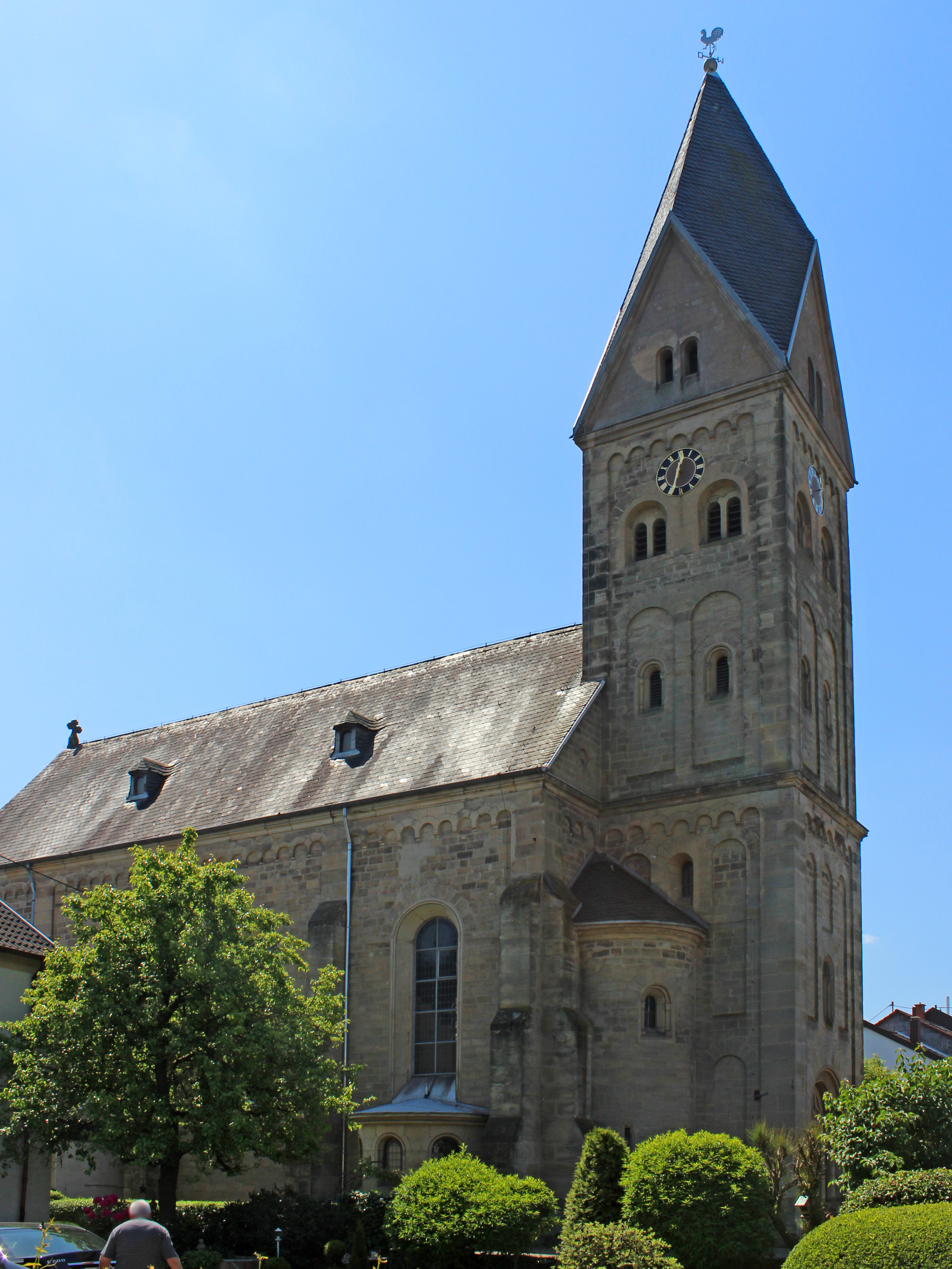
St. Medardus, Neuforweiler, spätere Veränderung am Turm
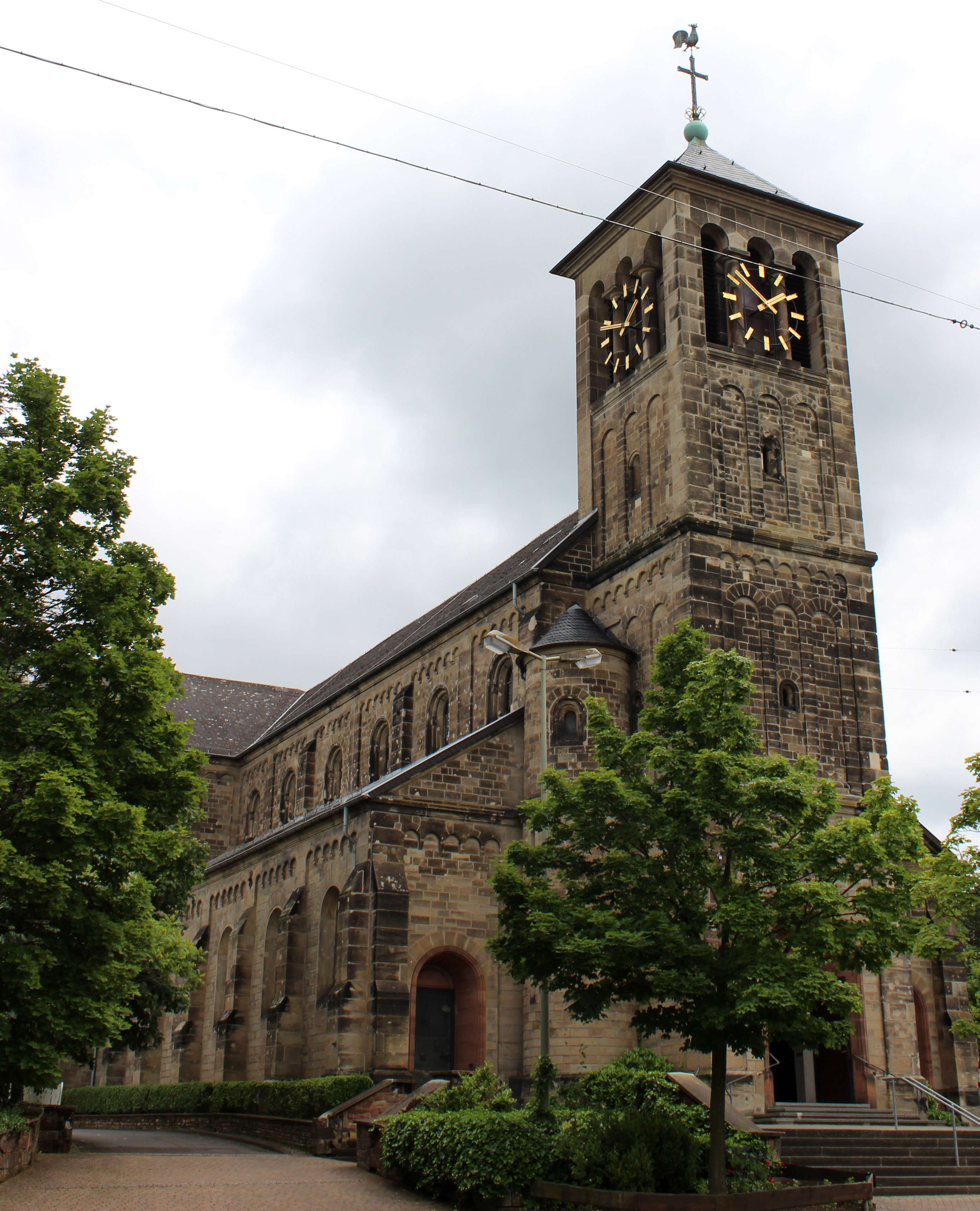
St. Marien, Ensdorf, spätere Erweiterung und Veränderung am Turm
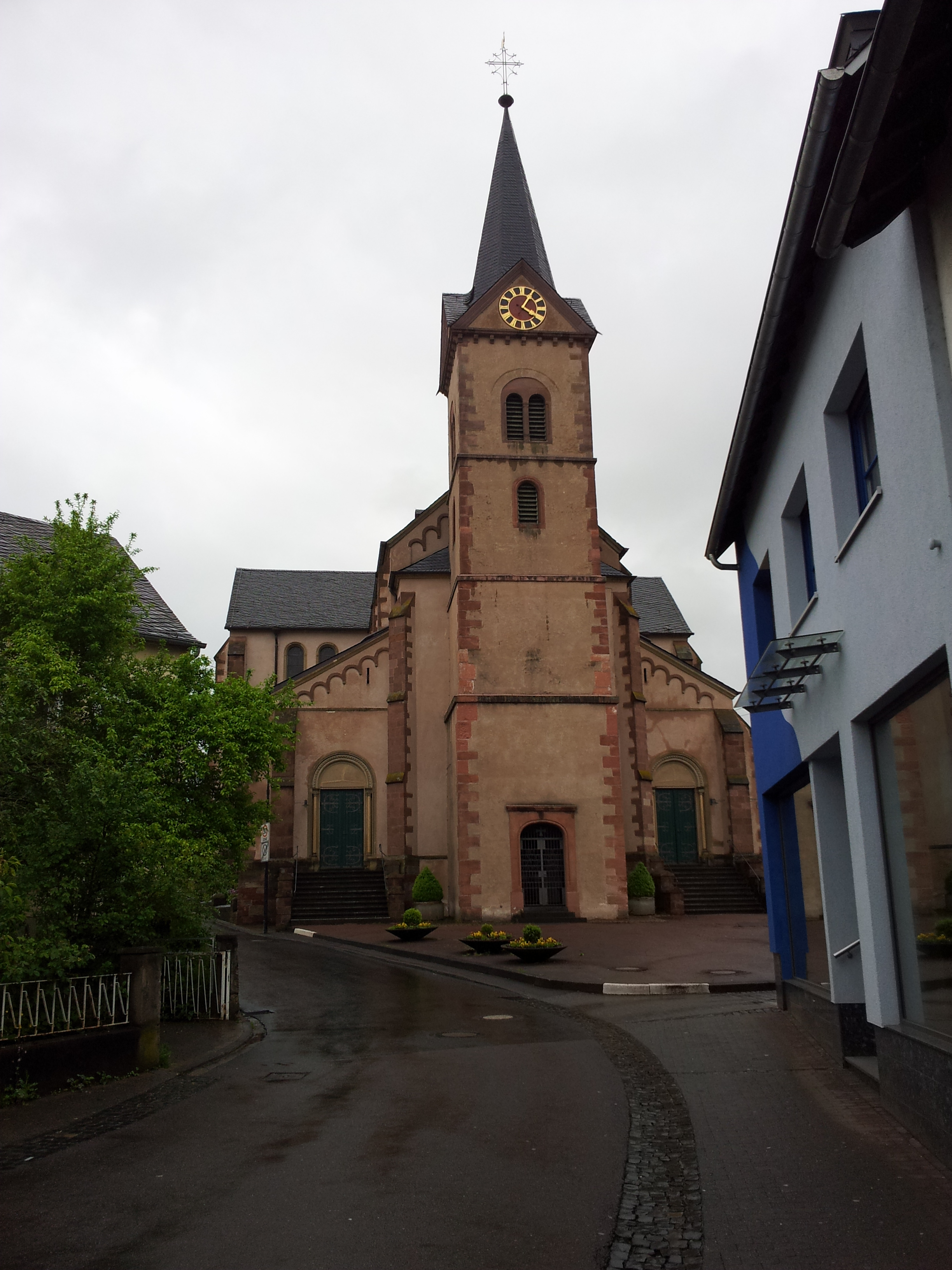
St. Clemens, Trier-Ruwer
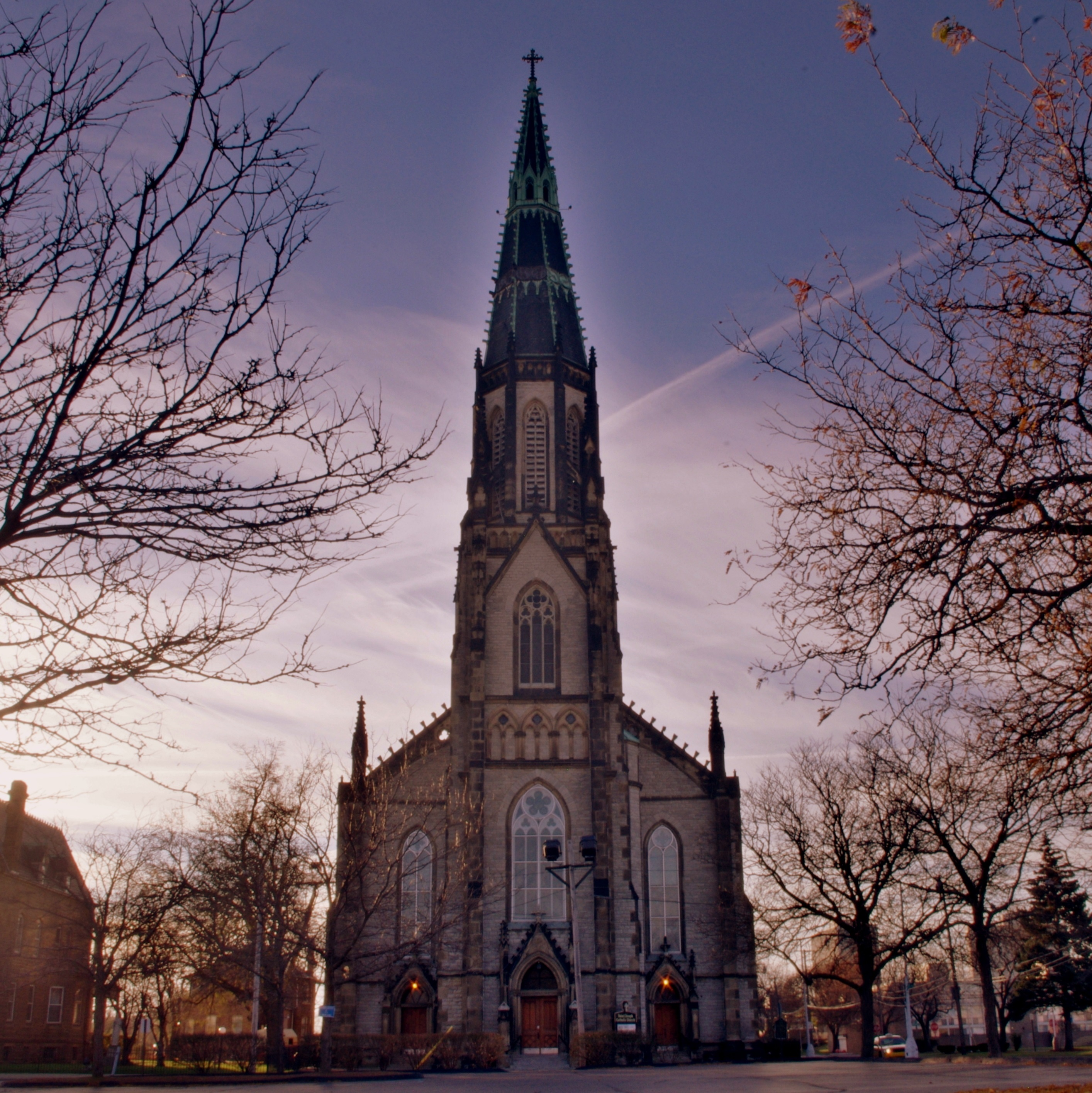
Saint Joseph, Catholic Church (Detroit, MI)